# Ptolemaiida
Ptolemaiida — таксон афротерійних ссавців розміром із вовка, що жили в Північній і Східній Африці в палеогені. Найдавніші скам'янілості походять із пізніх еоценових шарів формації Джебель-Катрані, поблизу оази Фаюм у Єгипті. Зуб відомий із шару олігоценового віку в Анголі, а міоценові зразки (з Кельби) відомі з Кенії та Уганди.
Походження птолемаїдів є неясним і обговорюється. Спочатку типовий вид вважався приматом, але пізніше, коли були знайдені подовжені черепи з довгими іклами Ptolemaia та Qarunavus, їх вважали гієнодонтидами, або гігантськими, хижими родичами Palaeosinopa та сучасних землерийок. Родина Ptolemaiidae була піднесена до рівня ряду в 1995 році, хоча деякі експерти пізніше віднесли Ptolemaiidae до пантолестид.
Нещодавно птолемаїдів було поміщено в Afrotheria на основі палеобіології, оскільки таксон був ендемічним для Африки, а також через деяку схожість в анатомічних особливостях черепа, спільного з трубкозубами.. Наразі неясно, чи вони утворюють сестринський таксон Tubulidentata, чи є парафілетичною послідовністю, що веде до них. Попри це, їх тісний зв'язок може запропонувати можливість для справжніх синапоморфій зубів у Afroinsectiphilia.